# Río Alcarrache
El río Alcarrache, también llamado rivera del Alcarrache y, en portugués, rio o ribeira de Alcarrache, es un río del suroeste de la península ibérica perteneciente a la cuenca hidrográfica del Guadiana, que discurre por la provincia de Badajoz (España) y el distrito de Évora (Portugal). 

## Curso
El Alcarrache nace en la sierra de Santa María, en el término municipal de Barcarrota. Discurre en sentido este-oeste, a lo largo de unos 80 km, sirviendo de límite natural entre dicho municipio, Olivenza y Alconchel, situados al norte, y el de Jerez de los Caballeros e Higuera de Vargas, situados al sur. Después penetra en el término de Villanueva del Fresno y cruza la frontera hispano-lusa por el concelho de Mourão para desembocar en el embalse de Alqueva, donde confluye con el río Guadiana. 
Sus aguas están embalsadas en el embalse del Aguijón. Antes de la construcción del embalse de Alqueva, el río Godolid desembocaba directamente en el Alcarrache.
Aparece descrito en el primer volumen del Diccionario geográfico-estadístico-histórico de España y sus posesiones de Ultramar de Pascual Madoz con las siguientes palabras:

ALCARRACHE: r. de la prov. de Badajoz, nace en el part. de Jerez de los Caballeros en la sierra de Sta. Maria, entre los pueblos de Barcarrota y Salvaleon, corre de E. á O. dividiendo los térm. de estos pueblos y quedando el primero á la der. y el segundo á la izq., sigue por el N. de Higuera de Vargas donde da movimiento con sus aguas á 8 molinos harineros, entra despues en Portugal, pasa por ald. Gravia y últimamente desagua dentro del mismo reino en el r. Guadiana. Su curso dura 7 leg., es rápido y por lo tanto peligroso su paso, si bien cesa su corriente en el verano, no quedando mas que charcos que sirven de abrevadero á los ganados. En el espacio que cruza recibe las aguas de varios arroyuelos que contribuyen á engrosarle y tienen algunos vados de dificil acceso.
(Madoz, 1845, p. 428)

## Flora y fauna
Los tramos alto y medio del río Alcarrache, así como el de sus afluentes arroyo Merderos aguas debajo de la carretera N-435 y los cauces de los arroyos del Valle, García y Gallego desde su nacimiento en la Sierra de Santa María, han sido declarados Zona Especial de Conservación  (ZEC), ya que cuenta con alguno de los mejores adelfares de la península y es zona de alimentación, dormidero y concentración premigratoria de la cigüeña negra. Además, aguas arriba de la presa del embalse del Aguijón se constata la presencia de jarabugo.